# Primus (Transformers)
Primus es un personaje ficticio del universo de Transformers. Primus es el dios y creador de los Transformers. Primus es el Señor de la Luz y el Orden. Él creó a Cybertron (el cual es su propia forma alternativa) para salvar al universo y derrotar a Unicron.

## Historia
En este Universo alternativo de la serie canónica Transformers (La original) Primus es el hermano de Unicron. El primer enfrentamiento entre hermanos se produjo cuando Unicron había logrado su objetivo de consumir el Universo. A medida que dormitaba en el vacío, se reveló que no había sido lo suficientemente profundo - pequeños fragmentos del universo se mantuvieron entre sí, dando lugar a la creación del universo actual. El universo creció en torno a Unicron y cuando despertó no dudó en consumirlo de nuevo. El núcleo sensible del universo respondió mediante la creación de Primus. El joven universo se estremeció y tembló de la ferocidad de sus batallas y Primus se vio obligado, finalmente, a una jugada desesperada.
Primus cambió la batalla a un plano astral donde no le fue mejor y regresó al universo físico, pero sus formas no se materializaron y quedaron atrapados en dos asteroides metálicos, por lo que sus poderes fueron considerablemente reducidos. Unicron no se detuvo, y le dio forma a su asteroide para luego crear un robot gigante. Mientras Primus eligió crear un grupo de guardianes para salvar el universo de Unicron, entonces transformó su asteroide en un mundo de metal que sería llamado Cybertron. En este mundo le dio vida a los Transformers, otorgándoles a los 13 primeros que había creado, la Matriz de liderazgo que tenía su poder en plenitud adentro. Así Primus dormiría para ocultar el universo de Unicron.
En 1991, Primus se despertó brevemente por un disparo láser perdido en medio de una batalla en el núcleo del planeta Cybertron. Gritó una vez antes de volver a dormirse, pero el grito hizo eco y llegó a los oídos de Unicron. Unicron se dirigió a Cybertron con su aliado Galvatron que luego lo traicionó y despertó a Primus que poseía el cuerpo de Xaaron Emirato y reunió a los Transformers en Cybertron, pero Unicron lo destruyó. Posteriormente Unicron fue destruido por Optimus Prime con la ayuda de la Matrix que contiene el poder de Primus. En la serie animada, sin embargo, es Rodimus Prime quien destruye a Unicron (Optimus nunca lo pudo derrotar, porque Unicron podía volar y él no).